# Brtnický potok (přítok Křinice)
Brtnický potok je vodní tok pramenící na svahu Ptačího vrchu. Protéká Brtníky, Kopcem (části obce Staré Křečany) a po 7,3 km ústí zprava do Křinice, jejímž je nejdelším přítokem.

## Průběh toku
Pramen Brtnického potoka vyvěrá na jižním svahu Ptačího vrchu (561 m) v nadmořské výšce 509 m. Tok teče málo zahloubeným údolím jihozápadním směrem do Brtníků, ve kterých je páteřním tokem s regulovaným korytem. Stáčí se postupně západním směrem a pokračuje dále do Kopce, kde postupně mění směr toku na jihozápadní až jižní. V Kopci do Brtnického potoka zprava ústí Černý potok, jeho jediný pojmenovaný přítok. Tok zde opouští Šluknovskou pahorkatinu, kde je podloží tvořeno převážně lužickým granodioritem a brtnickou žulou, a vtéká do pískovcové oblasti Děčínské vrchoviny. V dolním toku je koryto stále zahloubenější, místy vytváří meandry a protéká úzkou soutěskou s četnými skalními sruby. Jižně od Kopce opouští potok Chráněnou krajinnou oblast Labské pískovce a vtéká do Národního parku České Švýcarsko. Brtnický potok ústí zprava do Křinice v nivě na konci Kyjovského údolí nedaleko česko-německé státní hranice v místě bývalé vsi Zadní Doubice.

## Galerie

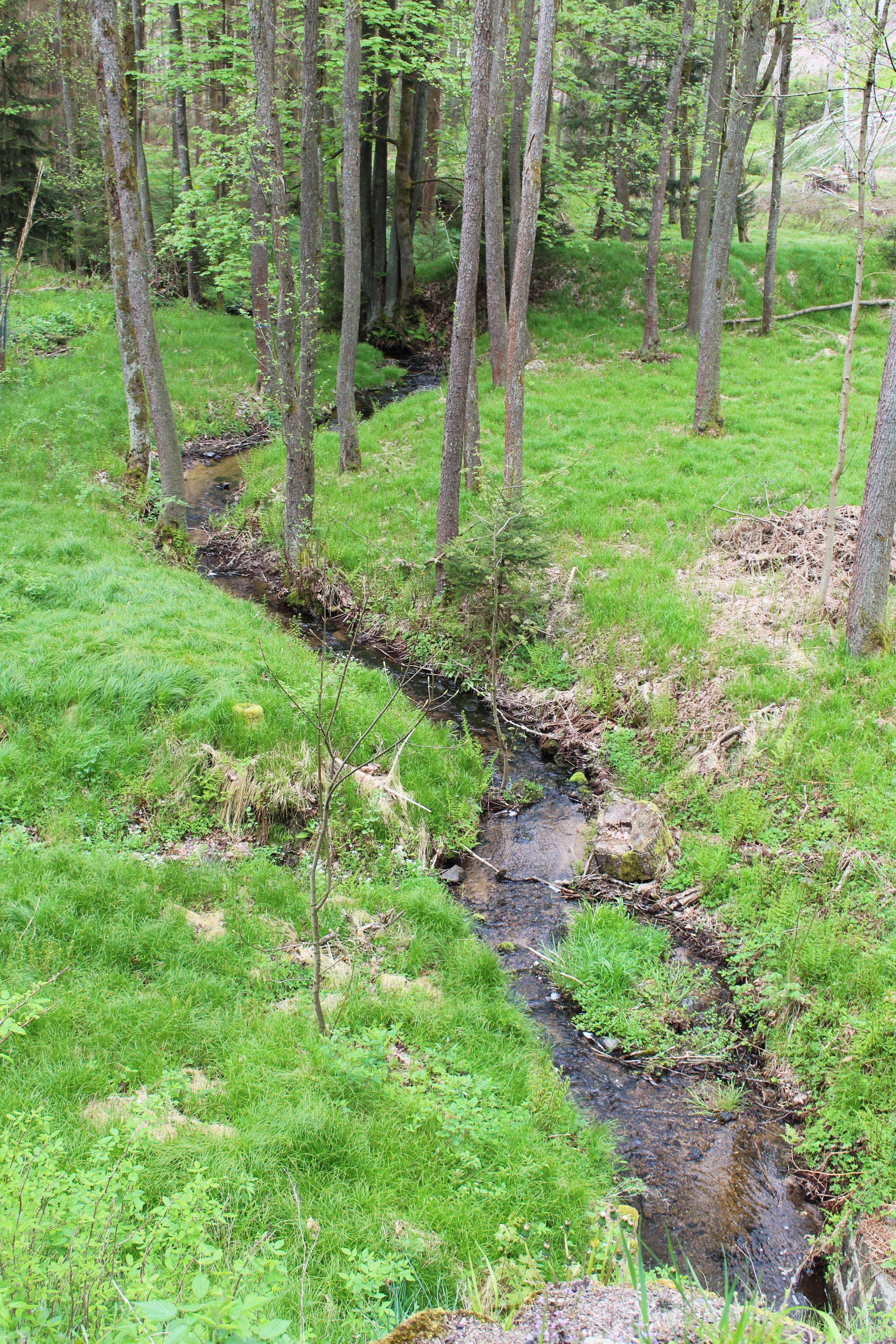
Horní tok
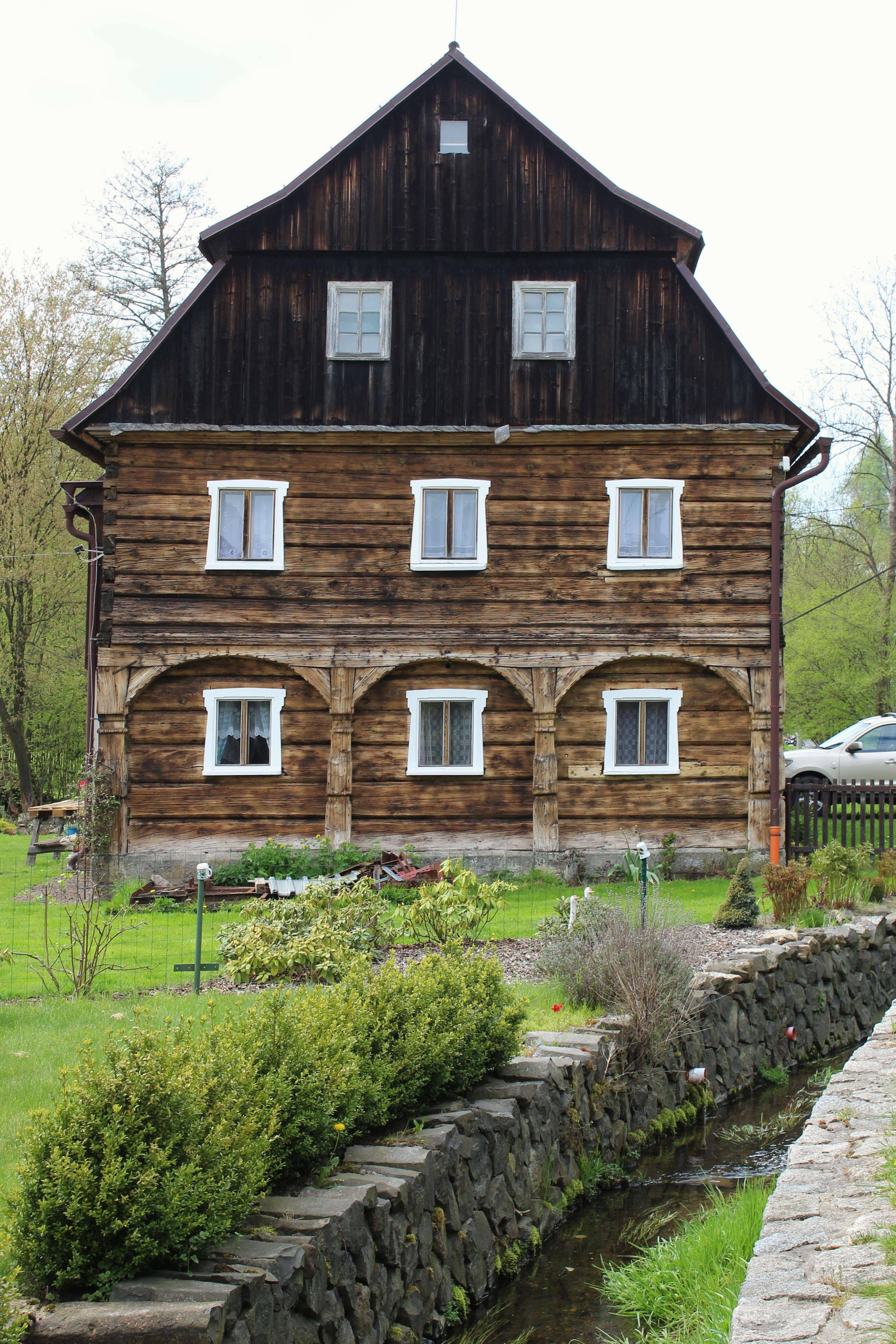
Potok v Brtníkách
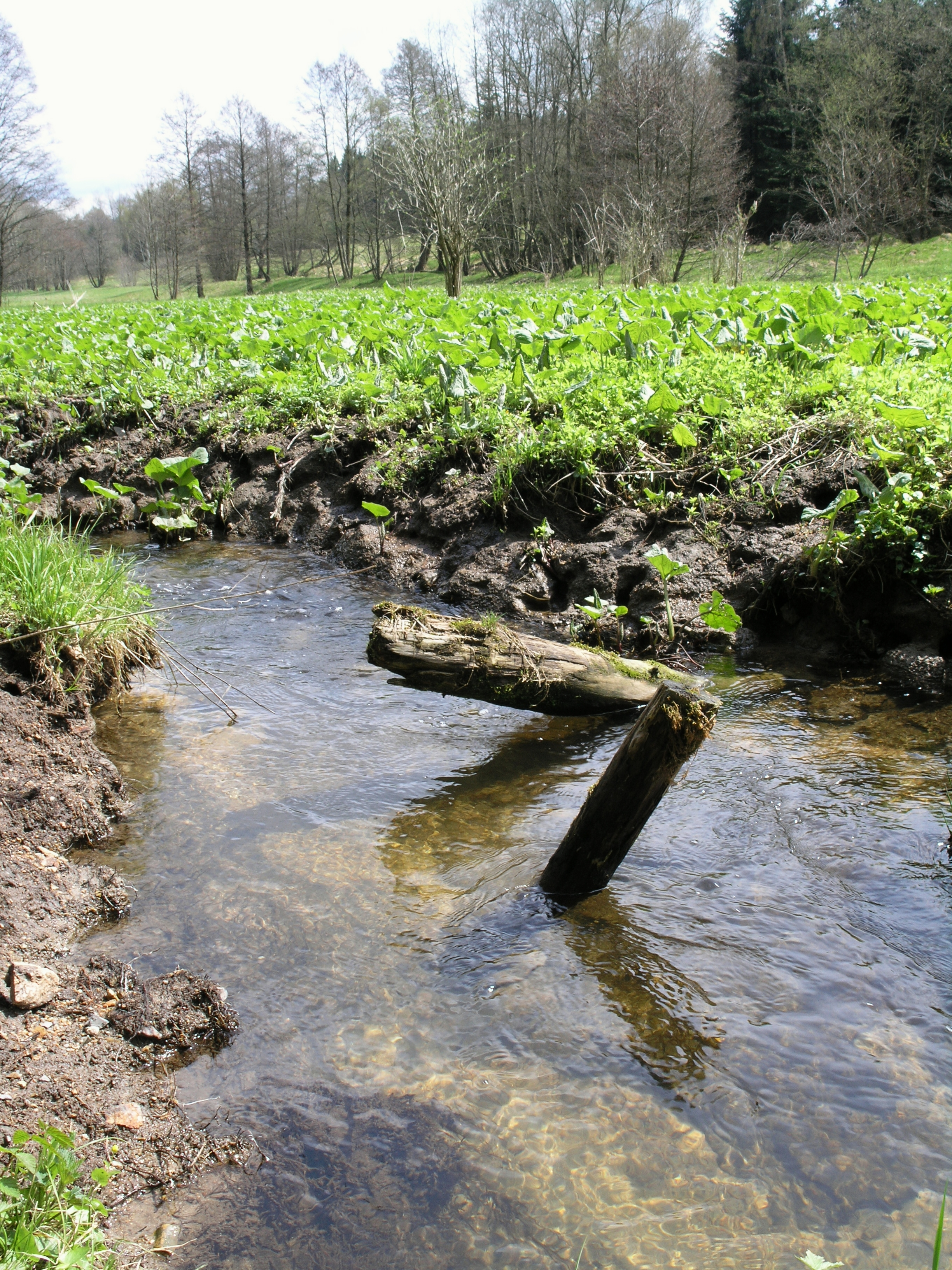
Dolní tok